# Zwei Seiten der Liebe
Zwei Seiten der Liebe (tj. Dvě strany lásky) je německý televizní film z roku 2002, který režíroval Bodo Fürneisen. Film popisuje osudy ženy, která po smrti svého muže zjišťuje, že její manžel vedl dvojí život.

## Děj
Dieter Martin je majitelem prosperující společnosti na výrobu designového nábytku v Bonnu. Jeho manželka Carola pracuje v Berlíně jako designérka. Dcera Simone se rozhodne odletět za prací do Spojených států do Chicaga. Když Carola vyprovodí dceru na letiště a vrátí se zpět z Bonnu do Berlína, najde svou kancelář vyklizenou a majitel firmy jí oznámí, že dostala výpověď. Ve stejné době její manžel Dieter má autonehodu a po převozu do nemocnice umírá. Carola se tuto informaci dozvídá po příletu do Bonnu od prokuristy Lipinskeho. Ten jí rovněž oznámí, že společnost je před krachem a bude muset být v nejbližší době prodána. Carola zařizuje pohřeb a v manželových dokumentech objeví kupní smlouvu na byt. Rozjede se do něj podívat a objeví v něm muže, od kterého se dozví, že s jejím manželem udržoval šest let utajený vztah. Tobias Volperius se jí snaží situaci vysvětlit, ale Carola jej nechce slyšet. Telefonuje dceři, která jí řekne, že o otcově vztahu již delší dobu ví. Carola se pokusí o sebevraždu, ale zachrání ji Tobias, když ji přijde navštívit. Navíc jí předá dokumenty, které dosvědčují, že firma je dobře vedena, ale Lipinski ji záměrně poškozuje. Tobias trpí srdeční vadou, ale Carola se domnívá, že je HIV pozitivní. Když se vše vysvětlí, udobří se. Propustí Lipinskeho a sama se ujme vedení firmy. Tobias jde do nemocnice na operaci.

## Obsazení
| Thekla Carola Wied     | Carola Martin    |
| Heikko Deutschmann     | Tobias Volperius |
| Miguel Herz-Kestranek  | Dieter Martin    |
| Fritz Karl             | Viktor Lipinski  |
| Hanns Zischler         | Rolf Wagner      |
| Oliver Bootz           | Timo Ahrens      |
| Valerie Koch           | Simone Martin    |
| Ad Fernhout            | Koggenbrügge     |
| Kai-Peter Gläser       | Gerstenberg      |
| Karl-Friedrich Gerster | doktor Jessen    |